# Maité Díaz González
Maite Díaz González (La Habana, 30 de julio de 1963) es una pintora y profesora cubana.

## Biografía
Realizó estudios de 1978 a 1982, en la Academia de Bellas Artes San Alejandro en La Habana; y de 1982 a 1987, en el Instituto Superior de Arte (ISA), La Habana, Cuba.
Trabajó como docente entre 1987 y 1988 en el Instituto Superior Pedagógico “Enrique José Varona” como profesora en la Facultad de Enseñanza Artística. A partir de 1988 y hasta 1991 trabajó como profesora en la Escuela Elemental de Artes Plásticas del Vedado,  La Habana, Cuba. En 1993,  organizó los Talleres de Creación en Santa Cruz de Mudela coordinados por la Consejería de Cultura de Valdepeñas, Castilla-La Mancha, España.

## Exposiciones personales
1987 Los puntos cardinales. Galería L, La Habana, Cuba. 1989 "Alrededor de la medianoche" Galería Arte, Sol y Mar , Varadero, Cuba. 1991 "La máquina de la Memoria I" Galería L , La Habana. 
En 1992 viaja a Barcelona y muestra Obra Recienteen el Centre Sant Andreu, Barcelona, España. 1994 "La máquina de la memoria II" en la Galería Meza Fine Arts en Coral Gables, Florida, USA.
En 1996 "'Maite Díaz. Contenedores". Espacio Aglutinador, La Habana, Cuba. Realiza dos muestras individuales en 1998 y en el 2001, expone "Por selva oscura" y  Fragmentos-Diariosrespectivamente en la Galería Lausín & Blasco, Zaragoza, España.

## Exposiciones Colectivas
Entre las presentaciones colectivas están en 1986, "10 Años del ISA. Museo Nacional de Bellas Artes, La Habana, Cuba. En 1988, Malerei und Grafik aus Kuba'", en Kunsthalle Rostock, R.D.A. En 1990 Cinco Pintoras Cubanas". Galería Arte y Promoción, México, D.F. En 1992 Comenzar la imagen y terminar el siglo. Otto Zutz, Barcelona, España y en el 1993 participa en la exposición CUBANA celebrada en el Museo de Arte Cubano de Miami. 1998 "La Isla Futura" Fundación Antiguo Instituto, Gijón, España. 2000 Salon d’Art Contemporain"'. Château Des Bouillants, Dammarie Les Lys, Francia.
Ha participado en diversas ediciones del Salón de Arte Contemporáneo de Montrouge mostrando su trabajo pictórico y fotográfico. Ha participado en el 2005 en la exposición subasta de arte latinoamericano de la International Kids Fondation, celebrada en Miami.

## Premios
En 1987 obtuvo el Premio Pintura del Concurso 13 de Marzo, Galería L, La Habana, y en 1989 el Premio en Pintura. II Salón Nacional de Pequeño Formato, Galería de Arte Universal, Camagüey, Cuba.